# Olympische Sommerspiele 2008/Synchronschwimmen – Gruppe
Das Synchronschwimmen in der Gruppe bei den Olympischen Spielen 2008 in Peking fand vom 22. bis 23. August 2008 im Nationalen Schwimmzentrum statt.
Die russische Mannschaft gewann zum dritten Mal in Folge die Goldmedaille bei Olympischen Spielen, nachdem sie im Wettkampf das beste Resultat erzielt hatten. Die Silbermedaille erhielten die Spanien vor der chinesischen Equipe, die sich die Bronzemedaille sicherte.

## Ergebnisse
| Platz | Athletinnen | Nation             | Technik | Kür    | Gesamt |
| ----- | --- | ------------------ | ------- | ------ | ------ |
| 01    | Anastassija Dawydowa Anastassija Jermakowa Marija Gromowa Natalja Ischtschenko Elwira Chassjanowa Olga Kuschela Swetlana Romaschina Anna Schorina Jelena Owtschinnikowa | Russland           | 49,500  | 50,000 | 99,500 |
| 02    | Alba María Cabello Raquel Corral Andrea Fuentes Thaïs Henríquez Laura López Gemma Mengual Irina Rodríguez Paola Tirados                                                 | Spanien            | 48,917  | 49,334 | 98,251 |
| 03    | Gu Beibei Jiang Tingting Jiang Wenwen Liu Ou Luo Xi Sun Qiuting Wang Na Zhang Xiaohuan Huang Xuechen                                                                    | China              | 48,584  | 48,750 | 97,334 |
| 04    | Marie-Pierre Boudreau-Gagnon Jessika Dubuc Marie-Pierre Gagné Dominika Kopcik Éve Lamoureux Tracy Little Élise Marcotte Jennifer Song                                   | Kanada             | 47,584  | 48,084 | 95,668 |
| 05    | Brooke Abel Janet Culp Kate Hooven Christina Jones Andrea Nott Annabelle Orme Jillian Penner Kim Probst                                                                 | Vereinigte Staaten | 47,584  | 47,750 | 95,334 |
| 05    | Ai Aoki Saho Harada Naoko Kawashima Hiromi Kobayashi Erika Komura Ayako Matsumura Emiko Suzuki Masako Tachibana                                                         | Japan              | 48,167  | 47,167 | 95,334 |
| 07    | Eloise Amberger Coral Bentley Sarah Bombell Myriam Glez Érika Leal Ramírez Tarren Otte Samantha Reid Bethany Walsh                                                      | Australien         | 40,417  | 41,750 | 82,167 |
| 08    | Reem Abdalazem Aziza Abdelfattah Hagar Badran Dalia El-Gebaly Shaza El Sayed Youmna Khallaf Mai Mohamed Nouran Saleh                                                    | Ägypten            | 39,750  | 41,083 | 80,833 |